# Nadia Mielke-Offendal
Nadia Offendal (født 22. oktober 1994 i Gentofte) er en kvindelig dansk håndboldspiller, der spiller for den franske klub Chambray Touraine Handball. Hun har tidligere spillet for Odense Håndbold som hun skiftede til fra HØJ Håndbold i sommeren 2013. Hun fik debut for det danske Danmarks kvindehåndboldlandshold i 2014, hvor hun har scoret 38 mål i 20 kampe, pr. marts 2020.
Hun modtog talentprisen Årets Sportstalent i Nordsjælland i 2012 efter en 2. divisions-kamp for sin daværende klub, HØJ Håndbold.